# همه نگاه‌ها به منه
«همه نگاه‌ها به منه» (انگلیسی: All Eyes on Me) ترانه‌ای از جیسو عضو گروه بلک‌پینک و دومین ترانه نخستین آلبوم تک‌آهنگ او، من است و در ۳۱ مارس ۲۰۲۳ توسط وای‌جی انترتینمنت و اینترسکوپ رکوردز منتشر شد.

## جدول‌ها
| جدول (۲۰۲۳)                                  | بهترین جایگاه |
| -------------------------------------------- | ------------- |
| آهنگ‌های دیجیتال استرالیا (ای‌آرآی‌ای)          | ۲۲            |
| فروش ترانه‌های دیجیتال کانادایی (بیلبورد)     | ۱۷            |
| گلوبال ۲۰۰ (بیلبورد)                         | ۷۸            |
| هنگ کنگ (بیلبورد)                            | ۱۵            |
| مجارستان (۴۰ تک‌آهنگ برتر)                    | ۱۰            |
| مالزی (بیلبورد)                              | ۸             |
| تک‌آهنگ‌های داغ نیوزیلند (آرام‌ان‌زی)            | ۱۸            |
| فیلیپین (بیلبورد)                            | ۱۹            |
| سنگاپور (آرآی‌ای‌اس)                           | ۱۱            |
| کره جنوبی (گائون)                            | ۱۰۲           |
| تایوان (بیلبورد)                             | ۶             |
| دانلود تک‌آهنگ‌های بریتانیا (اوسی‌سی)           | ۲۷            |
| فروش ترانه‌های دیجیتال آمریکا (بیلبورد)       | ۱۹            |
| فروش جهانی ترانه‌های دیجیتال آمریکا (بیلبورد) | ۴             |
| ویتنام (ویتنام هات ۱۰۰)                      | ۶             |

| جدول (۲۰۲۳)       | جایگاه |
| ----------------- | ------ |
| کره جنوبی (گائون) | ۱۳۷    |